# Aérodrome de Vélizy-Villacoublay

L'aérodrome de Villacoublay a été créé en 1910. L'aérodrome civil deviendra par la suite la Base militaire aérienne 107 de Villacoublay.

## Les débuts de l'aviation dans les Yvelines

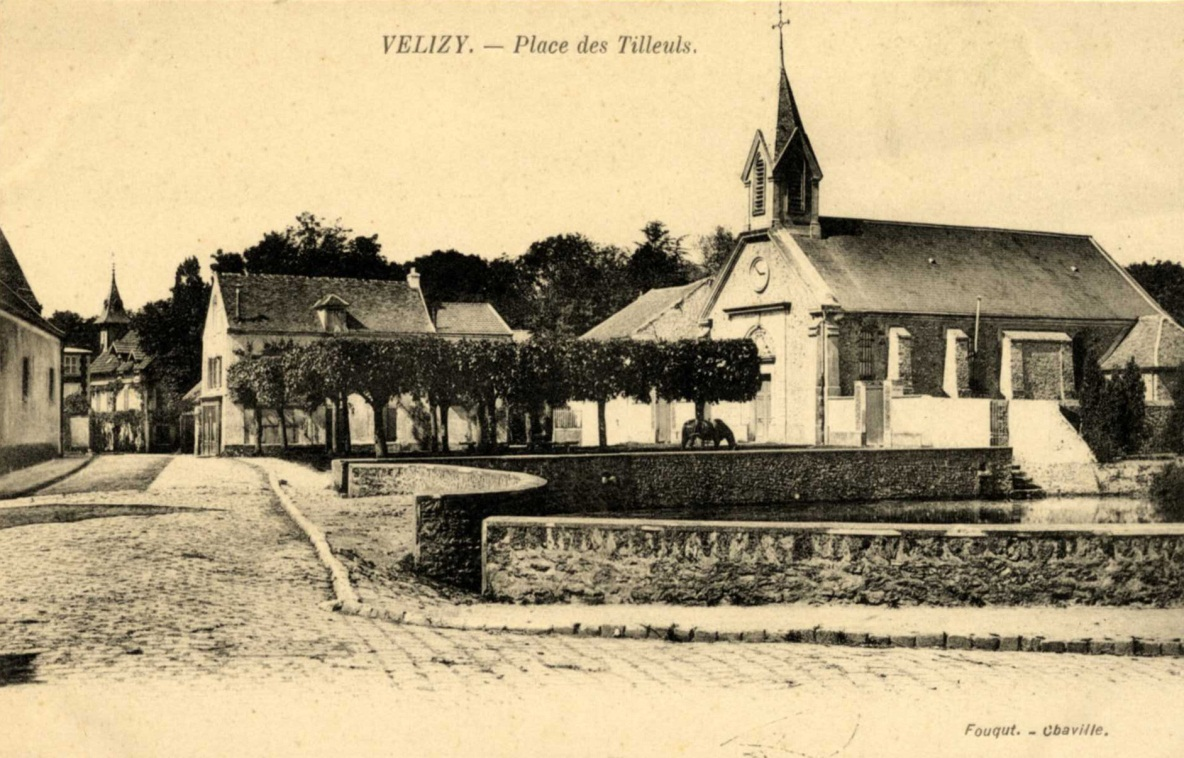
La commune de Vélizy au début du siècle.

Les Yvelines sont le théâtre de plusieurs épisodes des débuts de l'aviation. Clément Ader effectue sur le plateau de Satory, près de Versailles, un de ses premiers vols en 1890 avec Éole, puis le 14 octobre 1897 avec l'Avion n° 3, son premier vol de 300 mètres, essai qui se termine mal et entraîne la destruction de l'appareil et l'abandon de ses recherches. Un monument situé à Versailles célèbre cet exploit intervenu six ans avant le premier vol des frères Wright. En 1909, Santos-Dumont relie Satory à Buc, distant de huit kilomètres en cinq minutes à bord de la Demoiselle. 

## L'aérodrome de Vélizy-Villacoublay avant la Grande Guerre
En septembre 1908, Koechlin et Pischoff réussissent des vols de trois cents à cinq cents mètres à Villacoublay. En février 1910, le comte de Lambert découvre le site de Villacoublay où rapidement s'installent une école de pilotage et une usine de montage d'avion. La société qui gère les brevets Wright, s'installe à Villacoublay et y ouvre son école de pilotage dès 1910.
Morane-Saulnier s'installe à Villacoublay en 1911.
La prestigieuse Coupe Pommery était le trophée donné entre 1909 et 1913, deux fois par an (avant le 30 avril et avant le 31 octobre), à l'aviateur qui parcourait la plus grande distance en un jour (puis en deux jours en 1913). Marcel Brindejonc des Moulinais fit plusieurs tentatives infructueuses en 1912 et 1913 : Paris-Berlin le 8 août 1912, Villacoublay-Berlin le 18 octobre 1912, tentative impossible après la bénédiction de son Morane-Saulnier à Villacoublay par l'évêque de Versailles (monseigneur Gibier) le 22 octobre 1912, Paris-Münster le 29 avril 1913, Brème-Bruxelles-Londres du 9 au 11 mai 1913. Malgré la tricherie de Maurice Guillaux, qui prétendit avoir parcouru 1 386 kilomètres le 23 août 1913, Marcel Brindejonc des Moulinais remporta de fait la célèbre coupe le 10 juin 1913 sur les 1 382,8 kilomètres (longueur homologuée, à la vitesse de 170 kilomètres à l'heure, les arrêts étant décomptés) de Paris (Villacoublay, départ à 3 h 37) à Varsovie (arrivée 14 heures et 18 minutes plus tard). En Pologne, il continua sur son Morane-Saulnier H (monoplan biplace, le pilote étant à l'arrière, avec moteur Gnome de quatre-vingts chevaux) dans un circuit des capitales d'Europe (un peu plus de 4 800 kilomètres) entre le 10 juin et le 2 juillet 1913 : Varsovie-Dwinsk (15 juin)-Saint-Pétersbourg (17 juin)-Reval (23 juin)-Stockholm (25 juin)-Copenhague (29 juin)-La Haye (1er juillet)-Paris (Villacoublay, 2 juillet). Pour franchir les 300 kilomètres de la mer Baltique, Marcel Brindejonc des Moulinais avait obtenu de la marine russe, grâce au prince Liben, que huit torpilleurs fussent placés le 25 juin tous les dix-huit milles entre l'île Argo et la capitale suédoise. L'accueil fut partout triomphal. L'ovation fut exceptionnelle à Villacoublay, où il arriva un peu après quatre heures de l'après-midi, escorté de Corbeaulieu à Villacoublay par quatre monoplans. Il fut reçu à l'hôtel de ville de Paris. Les journaux du monde entier louèrent l'audace du jeune Breton. Quantité de lettres de félicitation avaient la simple adresse : « Brindejonc des Moulinais, France ».

## L'aérodrome de Vélizy-Villacoublay dans l'entre-deux-guerres

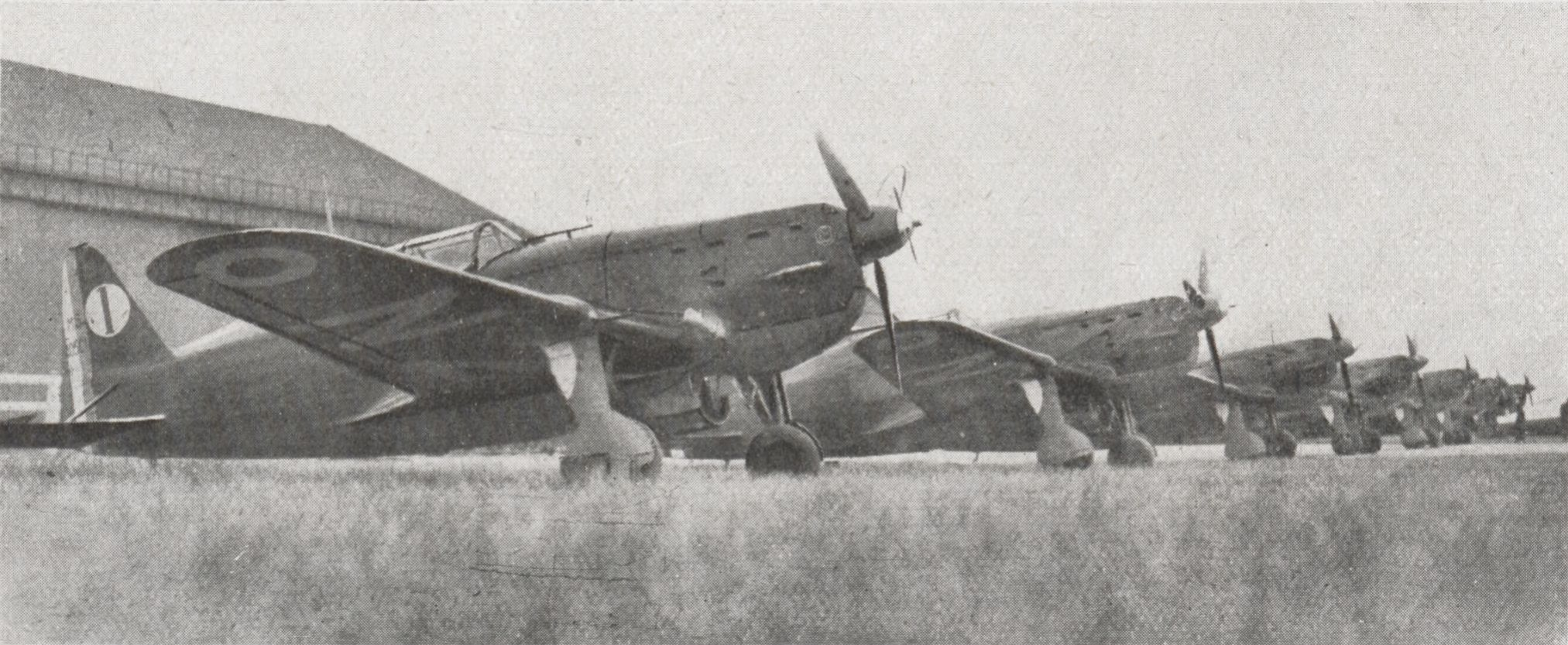
Morane-Saulnier MS.405 à Villacoublay en 1938.

- Alfred Fronval, se tue en 1928 dans un accident d’avion à Villacoublay à la suite d’une collision. Breveté pilote-aviateur en 1917, il fut pilote de guerre et moniteur d’acrobatie. En 1927, il est sacré champion du monde d’acrobatie aérienne. Il prône l’acrobatie aérienne comme la meilleure école de pilotage. Le 3 février 1928, il bat le record du monde en exécutant 1111 loopings en 4h56. Employé de Morane Saulnier, il fut auteur d'un manuel de pilotage et inventeur d’un appareil d'entraînement au sol (Link-Trainer).
- Maryse Hilsz le 19 août 1932 bat le record féminin de l'altitude (10 000 m) et le 17 juin 1934, Maryse Hilsz bat le record du monde d'altitude féminine sur Morane, en montant à 11 800 mètres.

En 1934 est créée l'armée de l'air. En 1936, l'aérodrome devient la base aérienne 107 Villacoublay.